# المبروق (الرضمة)

تعديل مصدري - تعديل

المبروق محلة تابعة لقرية شمضة، التابعة لعزلة كحلان بمديرية الرضمة إحدى مديريات محافظة إب في الجمهورية اليمنية.، بلغ تعداد سكانها 40 حسب تعداد اليمن لعام 2004.